# Steinau an der Straße
Pour les articles homonymes, voir Steinau.
Steinau an der Straße est une ville allemande située dans le land de la Hesse et l'arrondissement de Main-Kinzig. Elle tient son nom de la Via Regia qui la traverse.

## Patrimoine
A trois kilomètres au sud de la ville se trouve la grotte touristique du diable.

## Histoire
| Appartenances historiques Seigneurie de Hanau 1271–1429 Comté de Hanau 1429–1458 Comté de Hanau-Münzenberg 1458–1642 Comté de Hanau-Lichtenberg 1642–1736 Landgraviat de Hesse-Cassel 1736–1803 Principauté de Hanau 1803–1810 Grand-duché de Francfort 1810–1813 Électorat de Hesse 1813–1866 Royaume de Prusse (Province de Hesse-Nassau) 1866–1918 République de Weimar 1918–1933 Reich allemand 1933–1945 Allemagne occupée 1945–1949 République fédérale d'Allemagne 1949-1990 Allemagne 1990–présent |

## Personnalités liées
- Wilhelm Wagner (1843-1880), philologue allemand, né à Steinau.